# Ola Jordan
Aleksandra Jordan z domu Grabowska (ur. 30 września 1982 w Nasielsku) – polsko-brytyjska tancerka i fotomodelka.

## Życiorys
Trenowanie tańca towarzyskiego zaczęła, mając 12 lat. W parze z Przemysławem Łowickim wygrała Otwarte Mistrzostwa Polski w 1999 roku i dotarła do półfinału Mistrzostwach Świata w 2000 roku. Następnie przeprowadziła się do Anglii, gdzie poznała Jamesa Jordana, który w 2003 roku został jej partnerem tanecznym. Brali udział w prestiżowych konkursach tańca w Wielkiej Brytanii.
W latach 2006–2015 występowała w charakterze trenerki tańca w programie rozrywkowym Strictly Come Dancing, a jej partnerami byli, kolejno: DJ Spooky, Kenny Logan, Andrew Castle, Chris Hollins, Paul Daniels, Robbie Savage, Sid Owen, Ashley Taylor Dawson, Steve Backshall, Iwan Thomas. W parze z Hollinsem zwyciężyła w siódmej edycji programu. Brała także udział w brytyjskich programach rozrywkowych: Total Wipeout (2009), The Jump (2014), I'm a Celebrity... Get Me Out of Here! (2014) i Celebrity Coach Trip (2019). W latach 2018–2019 była jurorką w programie rozrywkowym Polsatu Dancing with the Stars. Taniec z gwiazdami.

### Życie prywatne
12 października 2003 roku wyszła za tancerza Jamesa Jordana, z którym ma córkę Ellę (ur. 2020).